# Жан-Жозеф Кариес
Жан-Жозеф Мари Кариес (на френски: Jean-Joseph Marie Carriès; 15 февруари 1855 – 1 юли 1894) е френски скулптор, керамик и миниатюрист. Един от първите автори на цветни пластики, Кариес остава известен с произведенията си с демоничен характер – разкривени и плашещи маски, кавалетни пластики на фантастични жаби със заешки учи и птичи човки, и др. Музеят Пти Пале в Париж днес съхранява една от най-големите колекции негови творби.

## Галерия
- Руски просяк или Лишение (ок. 1881)
- Готвачът или Старият магистрат (ок. 1882 – 1883)
- Спящият фавън (1885)
- Портрет на Лоиз Лабе (ок. 1887)
- Момиче с наведена глава (1888 – 1894)
- Автопортретна маска (1890 – 1892)
- Жаба със заешки уши (ок. 1891)
- Крастава жаба и жабче (1889 – 1894)